# Diecezja Ngozi
Diecezja Ngozi – diecezja rzymskokatolicka w Burundi. Powstała w 1949 jako wikariat apostolski. Diecezja od 1959.

## Biskupi diecezjalni
- Wikariusze apostolscy
  - Bp Joseph Martin, M. Afr. (1949–1959)
- Biskupi diecezjalni
  - Bp Joseph Martin, M. Afr. (1959–1961)
  - bp André Makarakiza, M. Afr. (1961–1968)
  - Bp Stanislas Kaburungu (1968–2002)
  - Bp Gervais Banshimiyubusa (2002–2018)
  - Bp Georges Bizimana (od 2019)